# Grand Prix Formule 1 van Bahrein 2023
De Grand Prix Formule 1 van Bahrein 2023 werd verreden op 5 maart op het Bahrain International Circuit bij Sakhir. Het was de eerste race van het seizoen.

## Vrije trainingen

### Uitslagen
- Enkel de top vijf wordt weergegeven.

| Vrije training 1 | Pos. | Nr. | Coureur         | Constructeur               | Tijd     |
| ---------------- | ---- | --- | --------------- | -------------------------- | -------- |
| Vrije training 1 | 1    | 11  | Sergio Pérez    | Red Bull Racing-Honda RBPT | 1:32.758 |
| Vrije training 1 | 2    | 14  | Fernando Alonso | Aston Martin-Mercedes      | 1:33.196 |
| Vrije training 1 | 3    | 1   | Max Verstappen  | Red Bull Racing-Honda RBPT | 1:33.375 |
| Vrije training 1 | 4    | 4   | Lando Norris    | McLaren-Mercedes           | 1:34.165 |
| Vrije training 1 | 5    | 16  | Charles Leclerc | Ferrari                    | 1:34.257 |
| Vrije training 2 | Pos. | Nr. | Coureur         | Constructeur               | Tijd     |
| Vrije training 2 | 1    | 14  | Fernando Alonso | Aston Martin-Mercedes      | 1:30.907 |
| Vrije training 2 | 2    | 1   | Max Verstappen  | Red Bull Racing-Honda RBPT | 1:31.076 |
| Vrije training 2 | 3    | 11  | Sergio Pérez    | Red Bull Racing-Honda RBPT | 1:31.078 |
| Vrije training 2 | 4    | 16  | Charles Leclerc | Ferrari                    | 1:31.367 |
| Vrije training 2 | 5    | 27  | Nico Hülkenberg | Haas-Ferrari               | 1:31.376 |
| Vrije training 3 | Pos. | Nr. | Coureur         | Constructeur               | Tijd     |
| Vrije training 3 | 1    | 14  | Fernando Alonso | Aston Martin-Mercedes      | 1:32.340 |
| Vrije training 3 | 2    | 1   | Max Verstappen  | Red Bull Racing-Honda RBPT | 1:32.345 |
| Vrije training 3 | 3    | 11  | Sergio Pérez    | Red Bull Racing-Honda RBPT | 1:32.446 |
| Vrije training 3 | 4    | 44  | Lewis Hamilton  | Mercedes                   | 1:32.555 |
| Vrije training 3 | 5    | 16  | Charles Leclerc | Ferrari                    | 1:32.624 |

## Kwalificatie
Max Verstappen behaalde de eenentwintigste pole position in zijn carrière.
| Pos.                   | Nr. | Coureur          | Constructeur               | Kwalificatietijden | Kwalificatietijden | Kwalificatietijden | Grid |
| Pos.                   | Nr. | Coureur          | Constructeur               | Q1                 | Q2                 | Q3                 | Grid |
| ---------------------- | --- | ---------------- | -------------------------- | ------------------ | ------------------ | ------------------ | ---- |
| 1                      | 1   | Max Verstappen   | Red Bull Racing-Honda RBPT | 1:31.295           | 1:30.503           | 1:29.708           | 1    |
| 2                      | 11  | Sergio Pérez     | Red Bull Racing-Honda RBPT | 1:31.479           | 1:30.746           | 1:29.846           | 2    |
| 3                      | 16  | Charles Leclerc  | Ferrari                    | 1:31.094           | 1:30.282           | 1:30.000           | 3    |
| 4                      | 55  | Carlos Sainz jr. | Ferrari                    | 1:30.993           | 1:30.515           | 1:30.154           | 4    |
| 5                      | 14  | Fernando Alonso  | Aston Martin-Mercedes      | 1:31.158           | 1:30.645           | 1:30.336           | 5    |
| 6                      | 63  | George Russell   | Mercedes                   | 1:31.057           | 1:30.507           | 1:30.340           | 6    |
| 7                      | 44  | Lewis Hamilton   | Mercedes                   | 1:31.543           | 1:30.513           | 1:30.384           | 7    |
| 8                      | 18  | Lance Stroll     | Aston Martin-Mercedes      | 1:31.184           | 1:31.127           | 1:30.836           | 8    |
| 9                      | 31  | Esteban Ocon     | Alpine-Renault             | 1:31.508           | 1:30.914           | 1:30.984           | 9    |
| 10                     | 27  | Nico Hülkenberg  | Haas-Ferrari               | 1:31.204           | 1:30.809           | Geen tijd          | 10   |
| 11                     | 4   | Lando Norris     | McLaren-Mercedes           | 1:31.652 *1        | 1:31.381           |                    | 11   |
| 12                     | 77  | Valtteri Bottas  | Alfa Romeo-Ferrari         | 1:31.504           | 1:31.443           |                    | 12   |
| 13                     | 24  | Zhou Guanyu      | Alfa Romeo-Ferrari         | 1:31.615           | 1:31.473           |                    | 13   |
| 14                     | 22  | Yuki Tsunoda     | AlphaTauri-Honda RBPT      | 1:31.400           | 1:32.510           |                    | 14   |
| 15                     | 23  | Alexander Albon  | Williams-Mercedes          | 1:31.461           | Geen tijd          |                    | 15   |
| 16                     | 2   | Logan Sargeant   | Williams-Mercedes          | 1:31.652 *1        |                    |                    | 16   |
| 17                     | 20  | Kevin Magnussen  | Haas-Ferrari               | 1:31.892           |                    |                    | 17   |
| 18                     | 81  | Oscar Piastri    | McLaren-Mercedes           | 1:32.101           |                    |                    | 18   |
| 19                     | 21  | Nyck de Vries    | AlphaTauri-Honda RBPT      | 1:32.121           |                    |                    | 19   |
| 20                     | 10  | Pierre Gasly     | Alpine-Renault             | 1:32.181           |                    |                    | 20   |
| Q1 107% tijd: 1:37.362 |     |                  |                            |                    |                    |                    |      |

*1 Lando Norris en Logan Sargeant reden dezelfde tijd tijdens de eerste kwalificatiesessie. Norris mocht door naar Q2 omdat hij de tijd als eerste op de klokken zette.

## Wedstrijd
Max Verstappen behaalde de zesendertigste Grand Prix-overwinning in zijn carrière.
| Pos.               | Nr. | Coureur          | Constructeur               | Rondes | Tijd / Oorzaak Uitval | Grid | Punten |
| ------------------ | --- | ---------------- | -------------------------- | ------ | --------------------- | ---- | ------ |
| 1                  | 1   | Max Verstappen   | Red Bull Racing-Honda RBPT | 57     | 1:33:56.736           | 1    | 25     |
| 2                  | 11  | Sergio Pérez     | Red Bull Racing-Honda RBPT | 57     | +11.987               | 2    | 18     |
| 3                  | 14  | Fernando Alonso  | Aston Martin-Mercedes      | 57     | +38.637               | 5    | 15     |
| 4                  | 55  | Carlos Sainz jr. | Ferrari                    | 57     | +48.052               | 4    | 12     |
| 5                  | 44  | Lewis Hamilton   | Mercedes                   | 57     | +50.977               | 7    | 10     |
| 6                  | 18  | Lance Stroll     | Aston Martin-Mercedes      | 57     | +54.502               | 8    | 8      |
| 7                  | 63  | George Russell   | Mercedes                   | 57     | +55.873               | 6    | 6      |
| 8                  | 77  | Valtteri Bottas  | Alfa Romeo-Ferrari         | 57     | +1:12.647             | 12   | 4      |
| 9                  | 10  | Pierre Gasly     | Alpine-Renault             | 57     | +1:13.753             | 20   | 2      |
| 10                 | 23  | Alexander Albon  | Williams-Mercedes          | 57     | +1:29.774             | 15   | 1      |
| 11                 | 22  | Yuki Tsunoda     | AlphaTauri-Honda RBPT      | 57     | +1:30.870             | 14   |        |
| 12                 | 2   | Logan Sargeant   | Williams-Mercedes          | 56     | +1 ronde              | 16   |        |
| 13                 | 20  | Kevin Magnussen  | Haas-Ferrari               | 56     | +1 ronde              | 17   |        |
| 14                 | 21  | Nyck de Vries    | AlphaTauri-Honda RBPT      | 56     | +1 ronde              | 19   |        |
| 15                 | 27  | Nico Hülkenberg  | Haas-Ferrari               | 56     | +1 ronde *1           | 10   |        |
| 16                 | 24  | Zhou Guanyu      | Alfa Romeo-Ferrari         | 56     | +1 ronde              | 13   | S      |
| 17                 | 4   | Lando Norris     | McLaren-Mercedes           | 55     | +2 rondes             | 11   |        |
| DNF                | 31  | Esteban Ocon     | Alpine-Renault             | 41     | Mechanisch            | 9    |        |
| DNF                | 16  | Charles Leclerc  | Ferrari                    | 39     | Motor                 | 3    |        |
| DNF                | 81  | Oscar Piastri    | McLaren-Mercedes           | 13     | Elektronica           | 18   |        |
| Bron: formula1.com |     |                  |                            |        |                       |      |        |

S Zhou Guanyu reed voor de tweede keer in zijn carrière een snelste ronde maar behaalde hiermee geen extra punt omdat hij niet bij de eerste tien eindigde.

*1 Nico Hülkenberg kreeg een tijdstraf van vijftien seconden voor het te vaak buiten de baan rijden, dit had geen gevolgen voor de positie in de einduitslag.

## Tussenstanden wereldkampioenschap
Betreft tussenstanden voor het wereldkampioenschap na afloop van de race.

### Coureurs
| Pos. | Nr. | Coureur          | Constructeur               | Punten |
| ---- | --- | ---------------- | -------------------------- | ------ |
| 1    | 1   | Max Verstappen   | Red Bull Racing-Honda RBPT | 25     |
| 2    | 11  | Sergio Pérez     | Red Bull Racing-Honda RBPT | 18     |
| 3    | 14  | Fernando Alonso  | Aston Martin-Mercedes      | 15     |
| 4    | 55  | Carlos Sainz jr. | Ferrari                    | 12     |
| 5    | 44  | Lewis Hamilton   | Mercedes                   | 10     |
| 6    | 18  | Lance Stroll     | Aston Martin-Mercedes      | 8      |
| 7    | 63  | George Russell   | Mercedes                   | 6      |
| 8    | 77  | Valtteri Bottas  | Alfa Romeo-Ferrari         | 4      |
| 9    | 10  | Pierre Gasly     | Alpine-Renault             | 2      |
| 10   | 23  | Alexander Albon  | Williams-Mercedes          | 1      |

### Constructeurs
| Pos. | Constructeur               | Punten |
| ---- | -------------------------- | ------ |
| 1    | Red Bull Racing-Honda RBPT | 43     |
| 2    | Aston Martin-Mercedes      | 23     |
| 3    | Mercedes                   | 16     |
| 4    | Ferrari                    | 12     |
| 5    | Alfa Romeo-Ferrari         | 4      |
| 6    | Alpine-Renault             | 2      |
| 7    | Williams-Mercedes          | 1      |
| 8    | AlphaTauri-Honda RBPT      | 0      |
| 9    | Haas-Ferrari               | 0      |
| 10   | McLaren-Mercedes           | 0      |